# Comportament diurn

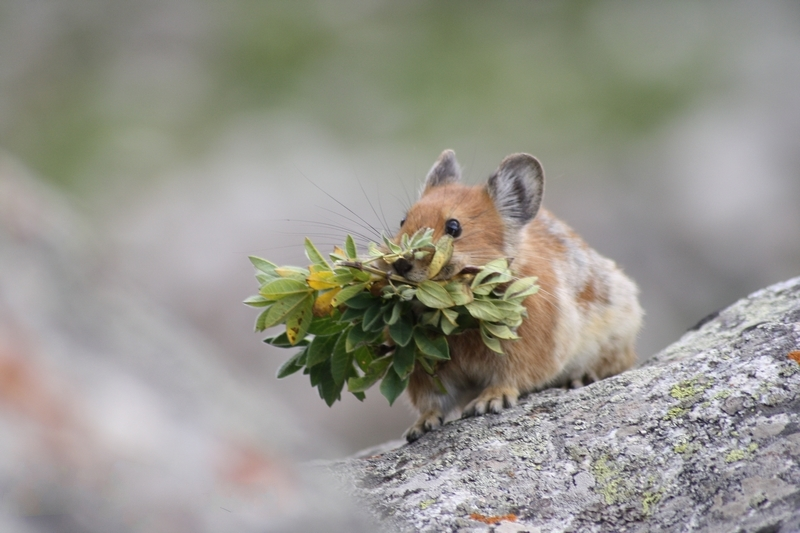
Ohotona roșie, un animal diurn

Comportamentul diurn al organismelor este un comportament caracterizat prin activitate în timpul zilei (latină, diurnus, franceză, diurn).